# Bjørn Westergaard
Bjørn Westergaard (født 12. september 1962 i Esbjerg) er en dansk olympisk sejlsportsmand i Finn og Soling klasserne. Westergaard deltog i 1996 i Sommer-OL.
Han er broder til Stig Westergaard.